# Folke Sundquist
Stig Folke Sundquist, född 4 november 1925 i Falun, död 13 januari 2009 i Slottsstadens församling i Malmö, var en svensk skådespelare.

## Biografi

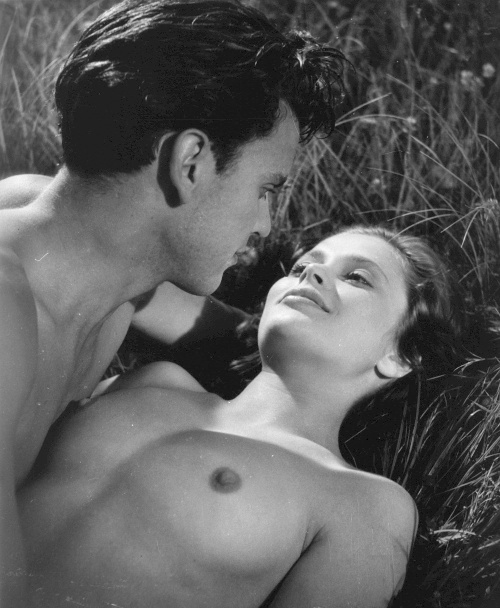
Folke Sundquist och Ulla Jacobsson i Arne Mattssons Hon dansade en sommar från 1951.

Sundquist fick sin utbildning som elev vid Göteborgs stadsteater i slutet av 1940-talet, men tillbringade största delen av sin scenkarriär på Malmö Stadsteater. Hans genombrott inom filmen kom 1951 med Arne Mattssons Hon dansade en sommar. På scenen besatt han stor bredd och spelade drama, komedi, musikal eller operett med samma stora engagemang och kvalitet. 
Sundquist avbröt sin framgångsrika karriär 1983 och flyttade till Grekland där han under flera år som volontär ägnade sig åt humanitärt hjälparbete. Han är begravd på Limhamns kyrkogård.

## Filmografi i urval
- 1951 – Hon dansade en sommar
- 1952 – För min heta ungdoms skull
- 1953 – Kärlekens bröd
- 1953 – Det var dans bort i vägen
- 1954 – Förtrollad vandring
- 1954 – Salka Valka
- 1954 – Foreign Intrigue (TV-serie)
- 1955 – Så tuktas kärleken
- 1956 – Litet bo
- 1956 – Flickan i frack
- 1957 – Smultronstället
- 1957 – Livets vår
- 1958 – Venetianskan (TV-film)
- 1959 – Bröllopsnatten
- 1961 – Ljuvlig är sommarnatten
- 1962 – Arvtagerskan (TV-film)
- 1963 – Brott i sol (TV-film)
- 1968 – Bamse

## Teater

### Roller (ej komplett)
| År   | Roll                      | Produktion | Regi                   | Teater                                   |
| ---- | ------------------------- | --- | ---------------------- | ---------------------------------------- |
| 1946 | Den unge Scipio           | Caligula Albert Camus                                                                                                | Ingmar Bergman         | Göteborgs stadsteater                    |
| 1947 | Kandidat Jonsson          | Dagen slutar tidigt Ingmar Bergman                                                                                   | Ingmar Bergman         | Göteborgs stadsteater                    |
| 1947 | Han                       | Ett drömspel August Strindberg                                                                                       | Olof Molander          | Göteborgs stadsteater, 13 september 1947 |
| 1947 | Tobias                    | Mig till skräck Ingmar Bergman                                                                                       | Ingmar Bergman         | Göteborgs stadsteater                    |
| 1948 | Dupont-Dufort d.y.        | Tjuvarnas bal Jean Anouilh                                                                                           | Ingmar Bergman         | Göteborgs stadsteater                    |
| 1948 |                           | Så tuktas en argbigga (The Taming of the Shrew) William Shakespeare                                                  | Josef Halfen           | Fästningsspelen i Varberg                |
| 1948 |                           | Radiobragden Charlotte B Chorpenning                                                                                 | Georg Årlin Arne Lydén | Malmö stadsteater                        |
| 1950 | Citronvattenförsäljaren   | Guds ord på landet Ramón del Valle-Inclán                                                                            | Ingmar Bergman         | Göteborgs stadsteater                    |
| 1950 |                           | Markisinnan Noël Coward                                                                                              | Gunnar Ekström         | Malmö stadsteater                        |
| 1950 |                           | Clérambard Marcel Aymé                                                                                               | Gösta Folke            | Malmö stadsteater                        |
| 1950 |                           | Konungen Pär Lagerkvist                                                                                              | Lars-Levi Læstadius    | Malmö stadsteater                        |
| 1951 |                           | Till Damaskus, första delen August Strindberg                                                                        | Gösta Folke            | Malmö stadsteater                        |
| 1951 |                           | Järnvattnet i Madrid Lope de Vega                                                                                    | Gösta Folke            | Malmö stadsteater                        |
| 1951 |                           | Venus i blickfältet Christopher Fry                                                                                  | Lars-Levi Læstadius    | Malmö stadsteater                        |
| 1951 |                           | Radiobragden Charlotte B. Chorpenning                                                                                | Georg Årlin            | Malmö stadsteater                        |
| 1951 |                           | "Patrasket" Hjalmar Bergman                                                                                          | Mats Johansson         | Malmö stadsteater                        |
| 1952 |                           | Hederligt folk Paul Vincent Carroll                                                                                  | Mats Johansson         | Malmö stadsteater                        |
| 1952 |                           | Othello William Shakespeare                                                                                          | Lars-Levi Læstadius    | Malmö stadsteater                        |
| 1952 |                           | Man lyder Sivar Arnér                                                                                                | Mats Johansson         | Malmö stadsteater                        |
| 1953 |                           | Som ni behagar William Shakespeare                                                                                   | Lars-Levi Læstadius    | Malmö stadsteater                        |
| 1953 |                           | Måsen Anton Tjechov                                                                                                  | Lars-Levi Læstadius    | Malmö stadsteater                        |
| 1953 | Sonen                     | Sex roller söka en författare Luigi Pirandello                                                                       | Ingmar Bergman         | Malmö stadsteater                        |
| 1953 | Schwarzer                 | Slottet Max Brod efter en roman av Franz Kafka                                                                       | Ingmar Bergman         | Malmö stadsteater                        |
| 1954 | Studenten                 | Spöksonaten August Strindberg                                                                                        | Ingmar Bergman         | Malmö stadsteater                        |
| 1954 |                           | Juno och påfågeln Sean O'Casey                                                                                       | Mats Johansson         | Malmö stadsteater                        |
| 1955 |                           | Trettondagsafton eller Vad ni vill William Shakespeare                                                               | Lars-Levi Læstadius    | Malmö stadsteater                        |
| 1955 | Seiko                     | Tehuset Augustimånen John Patrick                                                                                    | Ingmar Bergman         | Malmö stadsteater                        |
| 1955 | Berättaren (Döden)        | Trämålning Ingmar Bergman                                                                                            | Ingmar Bergman         | Malmö stadsteater                        |
| 1955 |                           | I Italien Hjalmar Bergman                                                                                            | Mats Johansson         | Malmö stadsteater                        |
| 1956 | Vasilij Danilyc Vozjevato | Bruden utan hemgift Aleksandr Ostrovskij                                                                             | Ingmar Bergman         | Malmö stadsteater                        |
| 1956 | Armand Duval              | Kameliadamen Alexandre Dumas d.y.                                                                                    | Lars-Levi Læstadius    | Malmö stadsteater                        |
| 1956 |                           | Ornifle Jean Anouilh                                                                                                 | Yngve Nordwall         | Malmö stadsteater                        |
| 1956 |                           | Gigi Vicki Baum efter en novell av Colette                                                                           | Lars-Levi Læstadius    | Malmö stadsteater                        |
| 1957 |                           | Historien om en soldat Igor Stravinskij och Charles-Ferdinand Ramuz                                                  | Lennart Olsson         | Malmö stadsteater                        |
| 1957 |                           | Eurydike Jean Anouilh                                                                                                | Lars-Levi Læstadius    | Malmö stadsteater                        |
| 1957 |                           | Glädjespridaren John Osborne                                                                                         | Yngve Nordwall         | Malmö stadsteater                        |
| 1958 | Sune Stark                | Sagan Hjalmar Bergman                                                                                                | Ingmar Bergman         | Malmö stadsteater                        |
| 1958 | Valentin                  | Ur-Faust Johann Wolfgang von Goethe                                                                                  | Ingmar Bergman         | Malmö stadsteater                        |
| 1958 | Erik                      | Värmlänningarna Fredrik August Dahlgren och Andreas Randel                                                           | Ingmar Bergman         | Malmö stadsteater                        |
| 1959 |                           | Plötslig i sömras Tennessee Williams                                                                                 | Frank Sundström        | Malmö stadsteater                        |
| 1959 |                           | Domaren Vilhelm Moberg                                                                                               |                        | Malmö stadsteater                        |
| 1959 |                           | En vintersaga William Shakespeare                                                                                    | Sandro Malmquist       | Malmö stadsteater                        |
| 1960 |                           | Andromake Jean Racine                                                                                                |                        | Malmö stadsteater                        |
| 1960 |                           | Rävlyan Lillian Hellman                                                                                              | Jan Hemmel             | Malmö stadsteater                        |
| 1960 |                           | Satsa på rött Félicien Marceau                                                                                       |                        | Malmö stadsteater                        |
| 1960 |                           | Fällan Robert Thomas                                                                                                 |                        | Malmö stadsteater                        |
| 1961 |                           | Drottningens juvelsmycke Carl Jonas Love Almqvist                                                                    |                        | Malmö stadsteater                        |
| 1961 |                           | Säg mitt rätta namn Michael Shurtleff                                                                                | Åke Engfeldt           | Malmö stadsteater                        |
| 1962 |                           | Onkel Vanja Anton Tjechov                                                                                            | Josef Halfen           | Malmö stadsteater                        |
| 1962 |                           | Dans under stjärnorna Jean Anouilh                                                                                   | Josef Halfen           | Malmö stadsteater                        |
| 1962 |                           | Skandalskolan Richard Brinsley Sheridan                                                                              | Sandro Malmquist       | Malmö stadsteater                        |
| 1963 |                           | Markisens malicer Dario Fo                                                                                           | Lennart Olsson         | Malmö stadsteater                        |
| 1964 |                           | Sjöhästen Aldo Nicolaj                                                                                               | Hans Abramson          | Malmö stadsteater                        |
| 1964 |                           | Richard III William Shakespeare                                                                                      | Lennart Olsson         | Malmö stadsteater                        |
| 1964 |                           | Körsbärsträdgården (Вишнёвый сад, Visjnjovyj sad ) Anton Tjechov                                                     | Josef Halfen           | Malmö stadsteater                        |
| 1965 |                           | Den sönderslagna krukan Heinrich von Kleist                                                                          | Eva Sköld              | Malmö stadsteater                        |
| 1965 |                           | Salig Tarelkin Alexander Suchovo-Kobylin                                                                             | Andris Blekte          | Malmö stadsteater                        |
| 1965 |                           | Fallet Oppenheimer Heinar Kipphardt                                                                                  | Eva Sköld              | Malmö stadsteater                        |
| 1966 |                           | Alla har rätt Luigi Pirandello                                                                                       | Sandor Györbiro        | Malmö stadsteater                        |
| 1966 |                           | Kejsaren på Gungbrädan Charles Prost                                                                                 | Andris Blekte          | Malmö stadsteater                        |
| 1966 |                           | Orkestern Jean Anouilh                                                                                               | Eva Sköld              | Malmö stadsteater                        |
| 1967 |                           | Romeo och Julia William Shakespeare                                                                                  | Eva Sköld              | Malmö stadsteater                        |
| 1967 |                           | Mister Ernest Oscar Wilde                                                                                            | Gösta Folke            | Malmö stadsteater                        |
| 1967 |                           | Den girige Molière                                                                                                   | Eva Sköld              | Malmö stadsteater                        |
| 1968 |                           | Galanta intriger George Farquhar, Ernst van Altena, Jack Popplewell och Jurriaan Andriessen                          | Egon Larsson           | Malmö stadsteater                        |
| 1968 |                           | Tre systrar Anton Tjechov                                                                                            | Josef Halfen           | Malmö stadsteater                        |
| 1968 |                           | Man vet inte hur Luigi Pirandello                                                                                    | Richard Bark           | Malmö stadsteater                        |
| 1969 |                           | Slottet Ivan Klíma efter en roman av Franz Kafka                                                                     | Josef Halfen           | Malmö stadsteater                        |
| 1969 |                           | Julius Caesar William Shakespeare                                                                                    | Eva Sköld              | Malmö stadsteater                        |
| 1969 |                           | En midsommarnattsdröm William Shakespeare                                                                            | Jan Lewin              | Malmö stadsteater                        |
| 1970 |                           | Guldfiskarna eller Min fader hjälten Jean Anouilh                                                                    | Eva Sköld              | Malmö stadsteater                        |
| 1971 |                           | Operett Witold Gombrowicz                                                                                            | Eva Sköld              | Malmö stadsteater                        |
| 1973 |                           | Leva loppan Georges Feydeau                                                                                          | Andris Blekte          | Malmö stadsteater                        |
| 1973 |                           | Trettondagsafton eller Vad Ni Vill William Shakespeare                                                               | Eva Sköld              | Malmö stadsteater                        |
| 1975 |                           | I nya världen Arne Törnqvist                                                                                         | Eva Sköld              | Malmö stadsteater                        |
| 1976 |                           | Fordringsägare August Strindberg                                                                                     | Bo G. Forsberg         | Malmö stadsteater                        |
| 1977 |                           | Upptagen på annat håll Simon Gray                                                                                    | Josef Halfen           | Malmö stadsteater                        |
| 1977 |                           | Varför leker kvinnor kurragömma när spanska natten faller på? Daniel Ceccaldi fritt efter Pedro Calderón de la Barca | Lucian Giurchescu      | Malmö stadsteater                        |
| 1978 |                           | Häxjakten Arthur Miller                                                                                              | Urban Lindh            | Malmö stadsteater                        |
| 1979 |                           | Det är väl mitt liv? (Whose Life Is It Anyway?) Brian Clark                                                          | Torsten Sjöholm        | Malmö stadsteater                        |
| 1982 |                           | Domare i natten Antonio Buero Vallejo                                                                                | Eva Sköld              | Malmö stadsteater                        |
| 1983 |                           | Tartuffe Molière | Eva Sköld              | Malmö stadsteater                        |

### Regi
| År   | Produktion               | Upphovsmän                                                                                        | Teater            |
| ---- | ------------------------ | ------------------------------------------------------------------------------------------------- | ----------------- |
| 1976 | Den starkare             | August Strindberg                                                                                 | Malmö stadsteater |
| 1978 | Gengångare               | Henrik Ibsen                                                                                      | Malmö stadsteater |
| 1979 | Viktoria                 | Hans Axner                                                                                        | Malmö stadsteater |
| 1980 | Timme med Tommy          | Valdemar Dalquist, Tage Danielsson, Dorothy Parker, Henri Michaux, Jacques Prevert, H.C. Andersen | Malmö stadsteater |
| 1981 | Stängda dörrar Huis clos | Jean-Paul Sartre Översättning Eyvind Johnson                                                      | Malmö stadsteater |

### Fotnoter
1. ↑  Folke Sundquist död Sydsvenskan 14 januari 2009
2. ↑  Folke Sundquist har avlidit Expressen 14 januari 2009
3. ↑  SvenskaGravar
4. ↑  ”Caligula”. Stiftelsen Ingmar Bergman. http://ingmarbergman.se/verk/caligula. Läst 17 oktober 2015.
5. ↑  ”Dagen slutar tidigt”. Stiftelsen Ingmar Bergman. http://ingmarbergman.se/verk/dagen-slutar-tidigt. Läst 16 oktober 2015.
6. ↑  ”Mig till skräck”. Stiftelsen Ingmar Bergman. http://ingmarbergman.se/verk/mig-till-skräck. Läst 16 oktober 2015.
7. ↑  ”Tjuvarnas bal”. Stiftelsen Ingmar Bergman. http://ingmarbergman.se/verk/tjuvarnas-bal. Läst 16 oktober 2015.
8. ↑  ”Teater Musik Film: Fästningsspelen i Varberg”. Dagens Nyheter:  s. 7. 5 juli 1948. https://arkivet.dn.se/tidning/1948-07-05/178/7. Läst 29 januari 2022.
9. ↑  ”Guds ord på landet”. Stiftelsen Ingmar Bergman. http://ingmarbergman.se/verk/guds-ord-på-landet. Läst 17 oktober 2015.
10. ↑  ”Sex roller söka en författare”. Stiftelsen Ingmar Bergman. http://ingmarbergman.se/verk/sex-roller-söka-en-författare. Läst 15 oktober 2015.
11. ↑  ”Slottet”. Ingmar Bergman Face to face. http://ingmarbergman.se/verk/slottet. Läst 15 oktober 2015.
12. ↑  ”Spöksonaten”. Stiftelsen Ingmar Bergman. http://ingmarbergman.se/verk/sp%C3%B6ksonaten. Läst 14 oktober 2015.
13. ↑  ”Tehuset Augustimånen”. Stiftelsen Ingmar Bergman. http://ingmarbergman.se/verk/tehuset-augustim%C3%A5nen. Läst 15 oktober 2015.
14. ↑  ”Trämålning”. Stiftelsen Ingmar Bergman. http://ingmarbergman.se/verk/tr%C3%A4m%C3%A5lning-1. Läst 15 oktober 2015.
15. ↑  ”Bruden utan hemgift”. Stiftelsen Ingmar Bergman. http://ingmarbergman.se/verk/bruden-utan-hemgift. Läst 17 oktober 2015.
16. ↑  ”Sagan”. Stiftelsen Ingmar Bergman. http://ingmarbergman.se/verk/sagan-0. Läst 19 oktober 2015.
17. ↑  ”Ur-Faust”. Stiftelsen Ingmar Bergman. http://ingmarbergman.se/verk/ur-faust. Läst 19 oktober 2015.
18. ↑  ”Värmlänningarna”. Stiftelsen Ingmar Bergman. http://ingmarbergman.se/verk/värmlänningarna-0. Läst 19 oktober 2015.
19. ↑  Sven Barthel (11 februari 1968). ”Fatal stillöshet”. Dagens Nyheter:  s. 17. http://arkivet.dn.se/tidning/1968-02-11/40/17. Läst 23 januari 2017.
20. ↑  Bengt Jahnsson (9 april 1979). ”Makabert om dödshjälp”. Dagens Nyheter:  s. 16. https://arkivet.dn.se/tidning/1979-04-09/97/16. Läst 13 februari 2022.
21. ↑  Bengt Jahnsson (28 januari 1981). ”Sartre i Malmö: Ändlös plåga i svart kub”. Dagens Nyheter:  s. 16. https://arkivet.dn.se/tidning/1981-01-28/26/16. Läst 13 februari 2022.